# Épisodes de Dieu merci!
Cet article présente le guide des épisodes de la série télévisée Dieu merci!.
| Légende : Indique le gagnant |

## Saison 1 (27 septembre 2007 - 31 décembre 2007)

### Épisode 1:27 septembre 2007
| Artiste invité            | Situation                                          |
| ------------------------- | -------------------------------------------------- |
| Guillaume Lemay-Thivierge | Un homme fait une rencontre par Internet.          |
| Pierrette Robitaille      | Une concurrente au gala Miss Univers.              |
| Martin Drainville         | Un employeur dans une quincaillerie.               |
| Élise Guilbault           | Une invitée à une émission de télévision matinale. |
| Réchauffement             | Des vendeurs d'automobiles.                        |
| Défi de groupe            | Des employés d'un resto-rapide.                    |

### Épisode 2:4 octobre 2007
| Artiste invité   | Situation                                                                |
| ---------------- | ------------------------------------------------------------------------ |
| François Morency | Un plombier séduit par une femme mariée.                                 |
| Mélanie Maynard  | Une britannique se préparant à rencontrer un homme.                      |
| Guy Jodoin       | Un entrepreneur annonçant des appareils de mise en forme.                |
| Jean-Marc Parent | Un capitaine de navire de croisière.                                     |
| Réchauffement    | Des présentateurs au journal télévisé.                                   |
| Défi de groupe   | Des vikings rencontrant leur chef pour savoir qui sera le prochain chef. |

### Épisode 3:11 octobre 2007
| Artiste invité      | Situation                                                                   |
| ------------------- | --------------------------------------------------------------------------- |
| Jean-Michel Anctil  | Un mari discutant avec sa femme.                                            |
| Ghislain Taschereau | Un homme rencontrant Robin des Bois et ses compagnons.                      |
| Diane Lavallée      | Une animatrice dans un jeu télévisé.                                        |
| Louis Morissette    | Un employé convoqué par le patron pour cause de comportement répréhensible. |
| Réchauffement       | Des dentistes.                                                              |
| Défi de groupe      | Des super-héros devant sauver le monde.                                     |

### Épisode 4:18 octobre 2007
| Artiste invité        | Situation                                                        |
| --------------------- | ---------------------------------------------------------------- |
| André Robitaille      | Un dresseur de chiens.                                           |
| François-Étienne Paré | Le directeur d'un collège.                                       |
| Véronique Cloutier    | Une femme ayant eu un accident de la route.                      |
| Laurent Paquin        | L'acteur principal d'un nouveau film à une conférence de presse. |
| Réchauffement         | Des agents immobiliers.                                          |
| Défi de groupe        | Les animateurs d'une émission de télévision.                     |

### Épisode 5:25 octobre 2007
| Artiste invité           | Situation                                                              |
| ------------------------ | ---------------------------------------------------------------------- |
| Marie-Chantal Perron     | Une adolescente qui se fait faire la morale par ses parents.           |
| Sylvain Marcel           | Un homme d'affaires présentant un projet d'agrandissement d'une ville. |
| Michel Rivard            | Un soldat revenant de la guerre.                                       |
| Pierre-François Legendre | Un chanteur rock invité à une émission.                                |
| Réchauffement            | Des animaliers.                                                        |
| Défi de groupe           | Des membres d'un club d'obèses.                                        |

### Épisode 6:1ernovembre2007
| Artiste invité        | Situation                                                             |
| --------------------- | --------------------------------------------------------------------- |
| Sylvie Moreau         | Cléopâtre.                                                            |
| Jean-François Mercier | Un docteur présentant ses nouveaux produits à une émission.           |
| Charles Lafortune     | Un chirurgien.                                                        |
| Alex Perron           | Un designer présentant les nouvelles couleurs d'une équipe de hockey. |
| Réchauffement         | Des postulants pour un emploi.                                        |
| Défi de groupe        | Des mascottes pour les enfants.                                       |

### Épisode 7:8 novembre 2007
| Artiste invité        | Situation                                                             |
| --------------------- | --------------------------------------------------------------------- |
| Les Grandes Gueules   | Des organisateurs d'une expédition en montagne.                       |
| Stéphane Archambault  | Un étudiant des années 1950 allant chercher sa petite amie chez elle. |
| Geneviève Brouillette | Une agent de voyage.                                                  |
| Michel Charette       | Un invité dans un talk-show.                                          |
| Réchauffement         | Des joueurs dans une télé-réalité.                                    |
| Défi de groupe        | Des pirates.                                                          |

### Épisode 8:15 novembre 2007
| Artiste invité  | Situation                                                    |
| --------------- | ------------------------------------------------------------ |
| Yves Desgagnés  | Un chef cuisinier.                                           |
| Michel Barrette | Le premier ministre aux prises avec l'ambassadeur d'un pays. |
| Patrick Groulx  | Un guerrier Romain revenant à Rome.                          |
| Chantal Lamarre | Une chroniqueuse dans une émission pour adolescents.         |
| Réchauffement   | Des douaniers.                                               |
| Défi de groupe  | Des curés.                                                   |

### Épisode 9:22 novembre 2007
| Artiste invité     | Situation                                                                  |
| ------------------ | -------------------------------------------------------------------------- |
| Normand Brathwaite | Un clown en discussion avec son patron.                                    |
| Denis Bouchard     | Un politicien invité à une émission de politique.                          |
| Réal Béland        | Un cow-boy de retour dans sa ville natale.                                 |
| Josée Deschênes    | La présentatrice d'un concept publicitaire d'une nouvelle marque de Vodka. |
| Réchauffement      | Des garagistes.                                                            |
| Défi de groupe     | Les acteurs d'une série télévisée invités talk-show.                       |

### Épisode 10 (Coups de cœur):29 novembre 2007
| Artiste invité     | Situation                                                                    | Défi                               |
| ------------------ | ---------------------------------------------------------------------------- | ---------------------------------- |
| Mélanie Maynard    | Comédienne interprétant un personnage de fée dans une fête d'enfants.        | Faire 3 cris d'animaux différents. |
| Louis Morissette   | Un riche voyageur sur un bateau de croisière.                                | Embrasser un personnage masculin.  |
| Jean-Michel Anctil | Un présentateur de techniques de vente.                                      | Faire un bulletin météo.           |
| Alex Perron        | Un pompier présentant les mesures de sécurité en présence d'un feu de forêt. | Danser la Macarena.                |
| Réchauffement      | Des chefs invités à une émission de cuisine.                                 |                                    |
| Défi de groupe     | Des sœurs dans une réunion.                                                  |                                    |

### Spécial: Dieu Merci, l'année est finie!31 décembre 2007
| Artiste invité   | Situation                                                                    |
| ---------------- | ---------------------------------------------------------------------------- |
| François Morency | Un homme ivre qui a fait un accident de la route discutant avec un policier. |
| Édith Cochrane   | Une voyante dans une émission de télé spécialisée.                           |
| Claude Legault   | Un fils rentrant à la maison familiale après un séjour en Afrique.           |
| Chantal Lamarre  | Une animatrice de soirée dans un bar.                                        |
| Gaston Lepage    | Le Père Noël trompant Mère Noël avec la fée clochette.                       |
| Réchauffement    | Des journalistes faisant la revue de l'année avec Denis Lévesque.            |
| Défi de groupe   | Des acteurs auditionnant pour jouer Marie dans la crèche vivante.            |

## Saison 2 (13 janvier 2008 - )

### Épisode 12:13 janvier 2008
| Artiste invité  | Situation                                                                                |
| --------------- | ---------------------------------------------------------------------------------------- |
| Francis Reddy   | Un chercheur trouvant le tombeau qu'il cherche depuis 30 ans.                            |
| Patricia Paquin | Une gouvernante au XIXe siècle.                                                          |
| Marcel LeBoeuf  | Le premier ministre à une émission de politique.                                         |
| Réal Bossé      | L'inventeur d'un nouvel art martial.                                                     |
| Réchauffement   | Des directeurs de maison de retraite.                                                    |
| Défi de groupe  | Une équipe de bobsleigh dont le directeur financier a des doutes sur leurs performances. |

### Épisode 13:20 janvier 2008
| Artiste invité    | Situation                                                                     |
| ----------------- | ----------------------------------------------------------------------------- |
| Lise Dion         | Une femme s'apprêtant à se mettre au lit avec son mari.                       |
| Dominic et Martin | Les créateurs d'un pâté artisanal en entrevue avec les investisseurs.         |
| Sylvie Legault    | La directrice d'une maison de retraite dans un talk-show.                     |
| Patrice Coquereau | Le capitaine d'un vaisseau spatial.                                           |
| Réchauffement     | Des vendeurs de télévisions.                                                  |
| Défi de groupe    | Un groupe de gens qui ont fait serment de ne vivre qu'avec le strict minimum. |

### Épisode 14:3 février 2008
| Artiste invité   | Situation                                                                            |
| ---------------- | ------------------------------------------------------------------------------------ |
| Peter MacLeod    | Un homme qui se fait faire la morale par ses colocataires.                           |
| Patrice L'Écuyer | Le ministre de la santé à une conférence sur un futur centre d'échange de seringues. |
| Edith Cochrane   | La coanimatrice d'une émission pour enfants.                                         |
| Dany Turcotte    | Un soldat de la Révolution sud-américaine.                                           |
| Réchauffement    | Des collectionneurs d'insectes en entrevue.                                          |
| Défi de groupe   | Des commentateurs de sports dans une émission spécialisée.                           |